# Mariene ecoregio Bermuda
De Mariene ecoregio Bermuda (62) (Engels: Bermuda marine ecoregion) is een biogeografische regio en ligt in het westen van de Atlantische Oceaan in de Mariene provincie Tropische Noordwestelijke Atlantische Oceaan (12) in het Marien rijk Tropische Atlantische Oceaan. De mariene ecoregio is vastgesteld door het World Wide Fund for Nature en The Nature Conservancy en is vernoemd naar Bermuda.
Het gebied grenst niet aan andere mariene ecoregio's.

## Geografie
De mariene ecoregio ligt in het westen van de Atlantische Oceaan rond de eilandengroep Bermuda, een overzees gebiedsdeel van het Verenigd Koninkrijk.
De eilanden liggen in de Sargassozee aan de rand van de Noord-Atlantische gyre.

## Biogeografie
Het gebied kent zeeleven dat houdt van tropische temperaturen.